# Exposición Mundial Colombina

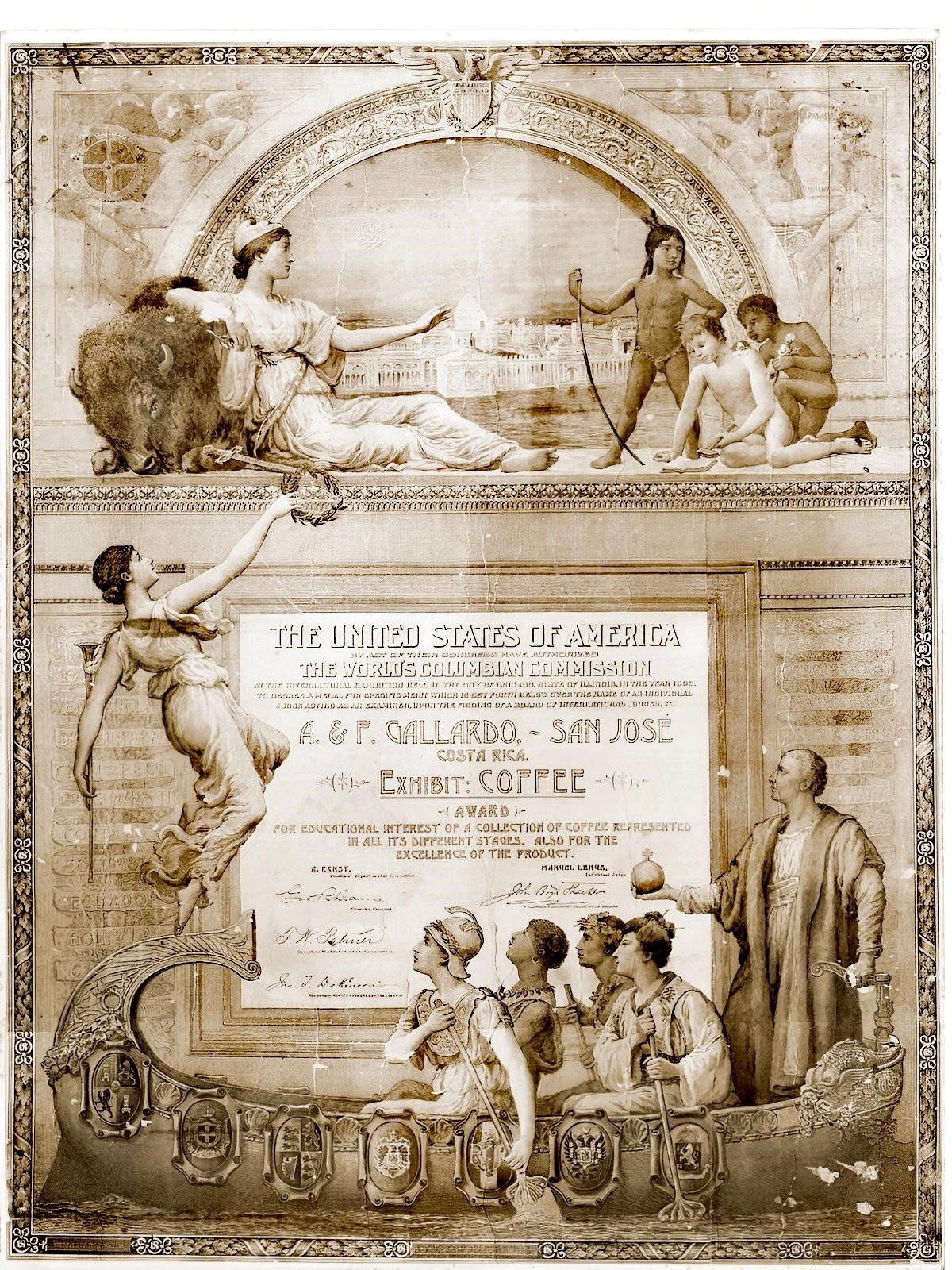
Certificado de premio otorgado en la Exposición Mundial Colombina.

La Exposición Mundial Colombina, llamada oficialmente Feria Mundial: Exposición Colombina, fue una muestra universal que tuvo lugar en Chicago, Estados Unidos, para celebrar los 400 años de la llegada de Cristóbal Colón al Nuevo Mundo en 1492.

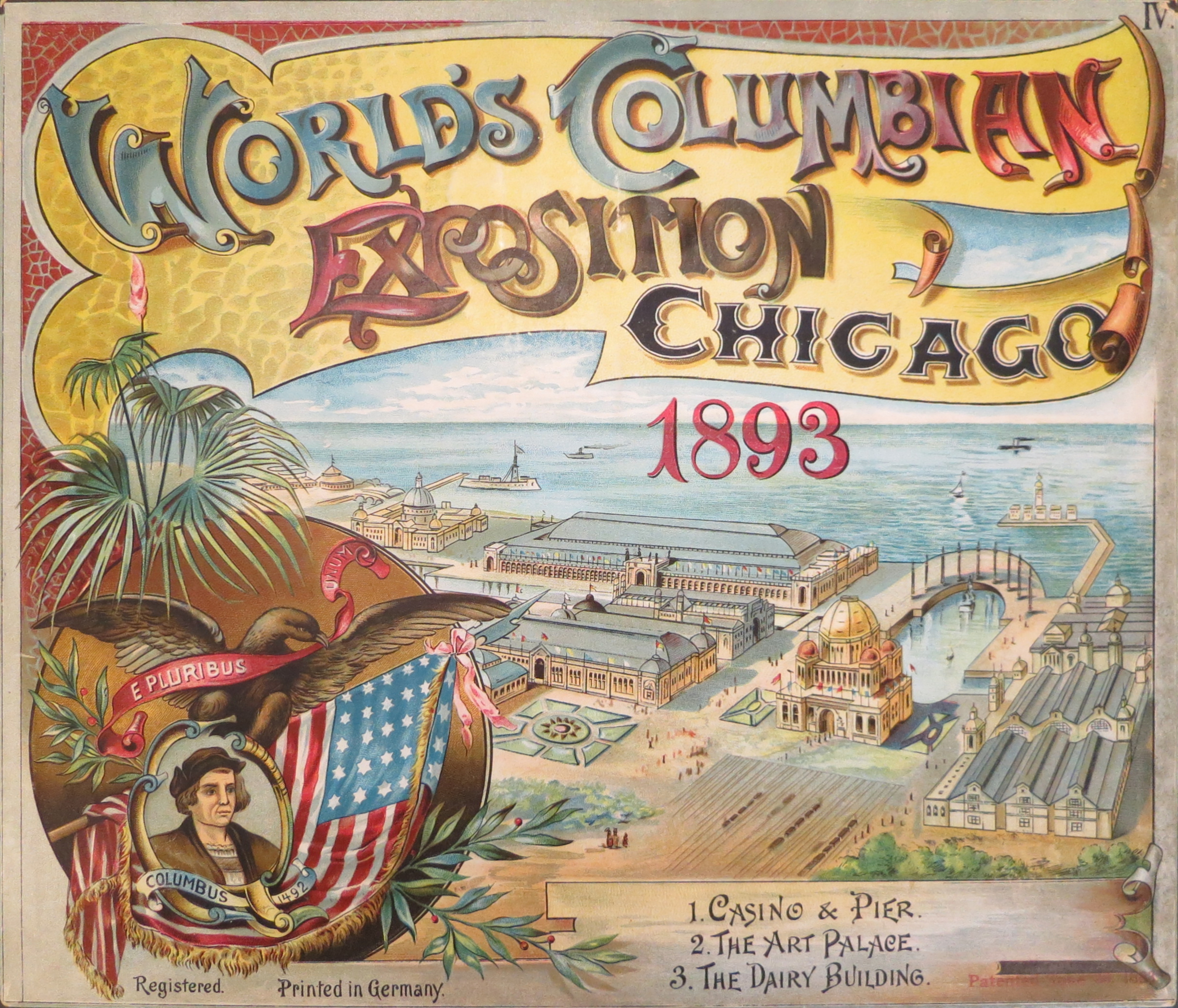
Cartel anunciador de la Exposición Mundial Colombina.

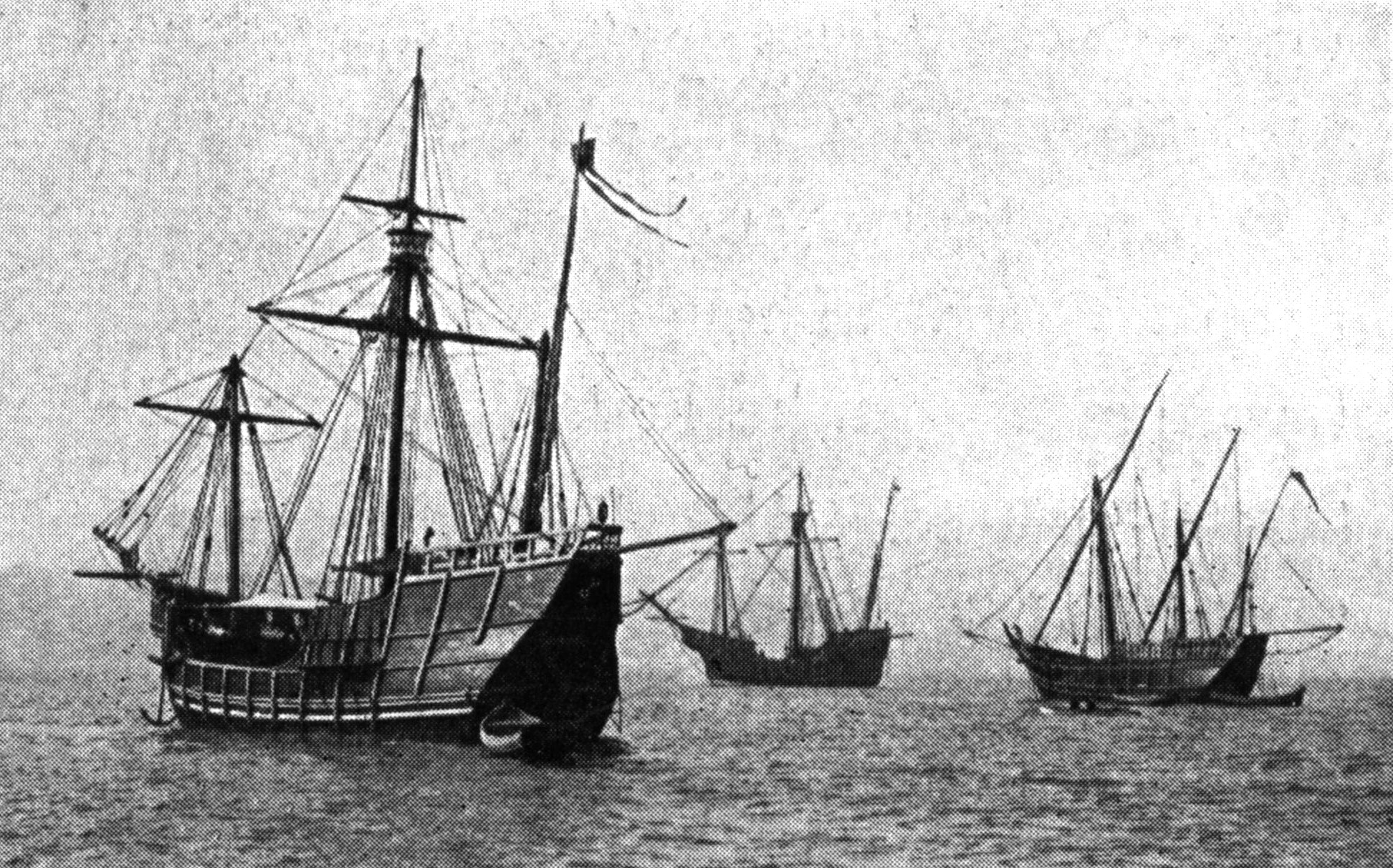
Réplicas de la Niña, la Pinta y la Santa María.

La exposición fue, en gran parte, diseñada por John Wellborn Root, Daniel Burnham, Frederick Law Olmsted y Charles B. Atwood. Era el prototipo de lo que Burnham y sus compañeros creían que debería ser una ciudad. Fue diseñada con los criterios de la arquitectura de Beaux Arts y los principios de la arquitectura neoclásica francesa de simetría, equilibrio y esplendor. El color del material usado de forma generalizada para las fachadas de los edificios le dio a los terrenos de la exposición el apodo de la "Ciudad Blanca". Muchos arquitectos prestigiosos diseñaron 14 grandes edificios. En la muestra participaron artistas y músicos, muchos de los cuales también hicieron representaciones y obras de arte inspiradas en la exposición. El recinto de la feria tenía 256 hectáreas.
Se construyeron unos 214 edificios nuevos, aunque diseñados para ser temporales, de arquitectura neoclásica, canales, lagunas y personas y culturas. En la exposición participaron 51 países. Fue la primera exposición universal que tuvo pabellones nacionales. Fue mayor que las anteriores exposiciones universales y se convirtió en un símbolo del naciente excepcionalismo estadounidense, del mismo modo que la Gran Exposición de 1851 fue un símbolo de la Gran Bretaña victoriana.
Chicago conmemoró la exposición poniendo una estrella en la bandera municipal.
Se hicieron actos relacionados con la exposición desde el 21 de octubre de 1892. La exposición tuvo lugar entre el 1 de mayo de 1893 y el 30 de octubre del mismo año y fue visitada por  27 529 400 personas. El 9 de octubre de 1893, llamado Día de Chicago, la feria batió el récord mundial de asistencia a un evento al aire libre, con 716 881 visitantes.
De la iluminación se encargo la empresa de George Westinghouse Jr., con tecnología de Nikola Tesla.

## Preparativos y organización
En Estados Unidos se hicieron diversos actos conmemorativos del IV Centenario del Descubrimiento de América desde el 12 de octubre de 1892.
Muchos ciudadanos, profesionales y comerciales importantes de los Estados Unidos participaron en la financiación, coordinación y realización de la feria, incluyendo la compañía de zapatos de Chicago de Charles H. Schwab, el magnate de los ferrocarriles y las manufacturas John Whitfield Bunn y el magnante de los bancos, los seguros y los productos de hierro Milo Barnum Richardson, entre otros.
La primera feria mundial estadounidense fue la Exposición del Centenario, realizada en Filadelfia en 1876. Atrajo a multitudes pero fue un fracaso financiero. A pesar de todo, empezaron a proponerse ideas para la celebración de los 400 años de la llegada de Colón a finales de la década de 1880. Los políticos de las ciudades de San Luis, Nueva York, Washington D. C. y Chicago mostraron su interés en acoger la exposición para generar beneficios, aumentar el valor de las propiedades inmobiliarias y promocionar sus ciudades. El Congreso se encargó de decidir la localización. Los banqueros de Nueva York J. P. Morgan, Cornelius Vanderbilt y William Waldorf Astor, entre otros, ofrecieron 15 millones de dólares para financiar la exposición si el Congreso la otorgaba a Nueva York, mientras que los residentes de Chicago Charles T. Yerkes, Marshall Field, Philip Armor, Gustavus Swift y Cyrus McCormick ofrecieron financiar la exposición de Chicago. Lo que finalmente convenció al Congreso fue que, en un día, el banquero de Chicago Lyman Gage recaudó varios millones de dólares más que los ofrecidos por Nueva York.
Los representantes de Chicago no solo compitieron por ser la sede de la exposición por razones económicas, sino también por razones prácticas. En una audiencia en el Senado celebrada en enero de 1890, el representante Thomas B. Bryan argumentó que lo más importante de una exposición universal era contar con mucho aire puro y agua, muchas plazas de alojamiento y transporte para todos los visitantes. Argumentó que en Nueva York existían muchos impedimentos, y que Chicago era capaz de poner en uso grandes cantidades de terreno de los alrededores de la ciudad donde no había casas que comprar ni rocas que quitar y que estaría tan bien ubicada que los artesanos, los granjeros, los comerciantes y los hombres de medios humildes podrían llegar fácilmente a la exposición. Bryan también dijo que la exposición era de gran interés para el oeste del país y que el oeste quería que fuese en Chicago. Los portavoces de la ciudad continuaron enfatizando que Chicago cumplía con los requisitos para una exposición exitosa.
La corporación de la exposición y la comisión nacional de la exposición la situaron en Parque Jackson y sus alrededores. Daniel H. Burnham fue escogido como el director de las obras y George R. Davis como director general. Burnham enfatizó en la arquitectura y la escultura como centrales en la feria y reunió a los mejores talentos de la época para diseñar los edificios y los espacios, incluyendo a Frederick Law Olmsted para los entornos. Los edificios temporales fueron diseñados en estilo neoclásico y fueron pintados de blanco, por lo que el recinto de la feria pasó a conocerse como la "Ciudad Blanca".
Las oficinas para la exposición fueron compradas en los pisos superiores del Edificio Rand McNally, en la calle Adams, el primer rascacielos con estructura de acero del mundo. El equipo de Davis organizó las exposiciones con la ayuda de G. Brown Goode, del Instituto Smithsoniano. La avenida central (midway) se inspiró en la de la Exposición Universal de París de 1889, con construcciones de distintas culturas.
La exposición sirvió también para demostrarle al mundo que Chicago había podido recuperarse del Gran Incendio de Chicago de 1871, que destruyó gran parte de la ciudad.
Líderes de derechos civiles protestaron porque no se había incluido una exposición afroamericana. Frederick Douglass, Ida B. Wells, Irvine Garland Penn y Ferdinand Lee Barnet escribieron el panfleto La razón por la que la América de color no está en la Exposición Mundial Colombina. La contribución afroamericana a la literatura colombina. Se incluyeron exposiciones realizadas por personas de color que fueron aprobadas por los organizadores de la feria, incluyendo una exposición de la escultora Edmonia Lewis, una exposición de pintura del científico George Washington Carver y una exposición de estadística de Joan Imogen Howard. También hubo negros en exposiciones, como la "Tía Jemima", interpretada por Nancy Green, de la Compañía R. T. Davis Milling.
El director de obras, Daniel Burnham, decidió que la exposición tuviese un estilo neoclásico, con características de la arquitectura románica y renacentista, y que los edificios estuviesen pintados de blanco. En 1892, durante la construcción, Daniel Burnham escogió a Francis Davis Millet para reemplazar al director de la decoración, William Pretyman. Pretyman había dimitido tras una discusión con Burnham. Millet escogió una pintura blanca que se podía aplicar con aerosol de forma más rápida que con brocha. Joseph Binks, supervisor de mantenimiento en los Grandes Almacenes Marshall, que había estado usando este método para pintar las paredes de la base de aquel lugar, consiguió el encargo para pintar los edificios de la exposición.
Durante la exposición, Francis Davis Millet fue director de funciones y ceremonias, relaciones públicas y encargado de la publicidad.
La feria fue diseñada originalmente para estar cerrada los domingos, pero el Club de Mujeres de Chicago pidió que siguiese abierta ese día. El club argumentó que, si la exposición cerraba el domingo, no podía ser visitada por los que libraban en el trabajo aquel día. Finalmente, el recinto de la feria estuvo abierto los domingos, aunque no se permitió que funcionase ninguna máquina y la mayoría de las exposiciones estaban cerradas.
La General Electric propuso iluminar la exposición con un coste de 1 720 000 dólares. Esto fue rechazado inicialmente por ser un precio demasiado alto. General Electric presentó otra oferta por 554 000 dólares. Sin embargo, la compañía de George Westinghouse Jr., que usaba el sistema de corriente alterna de Nikola Tesla, presentó una oferta de 399 000 dólares y ganó la licitación. Westinghouse utilizó bombillas inventadas por Reginald Fessenden, que reemplazó los cables de platino de la bombilla de Thomas Edison por otros de hierro y níquel, lo que redujo el coste y aumentó la vida útil. Esta exposición supuso la presentación pública de la corriente alterna. El 21 de octubre de 1892 tuvo lugar un desfile de 15 000 militares por el Parque Washington, la Avenida Central Plaisance y el Parque Jackson.
Estados Unidos emitió una serie de 16 sellos, los Colombinos, para conmemorar el IV Centenario del Descubrimiento de América.

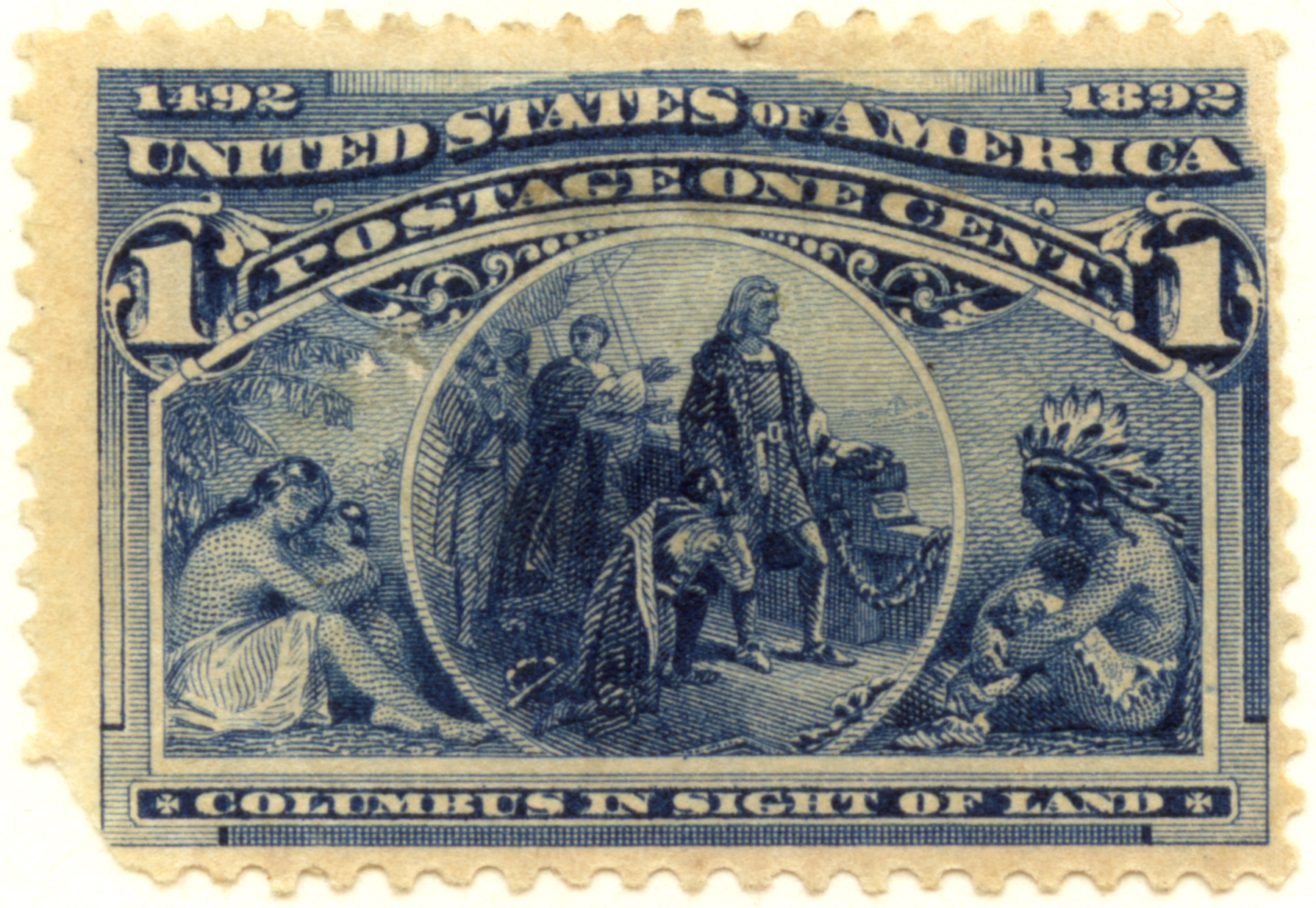
Sello de 1 centavo.
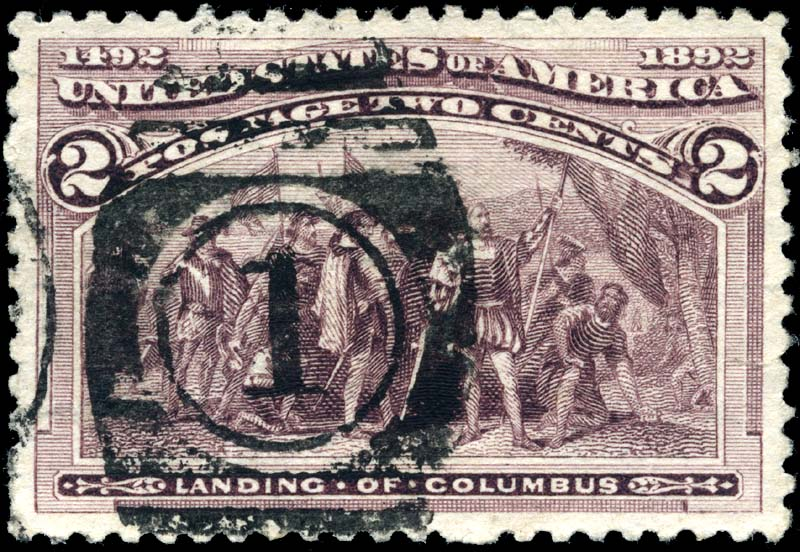
Sello de 2 centavos.
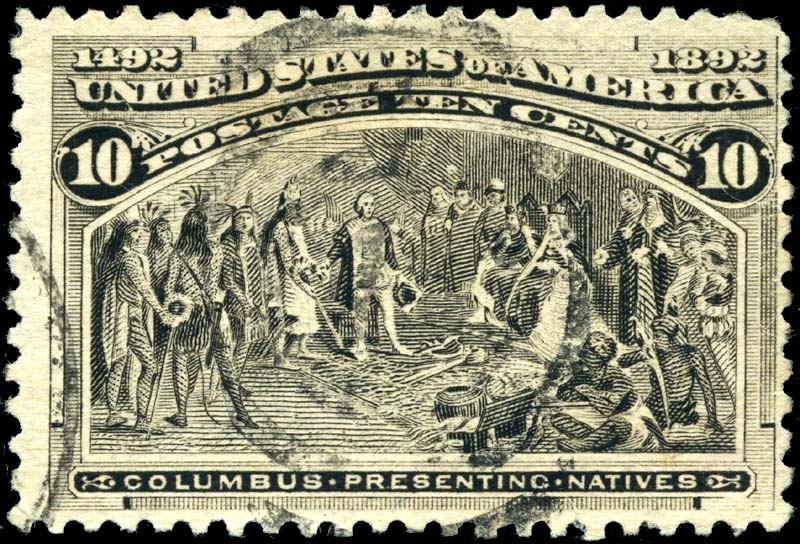
Sello de 10 centavos.

## Descripción

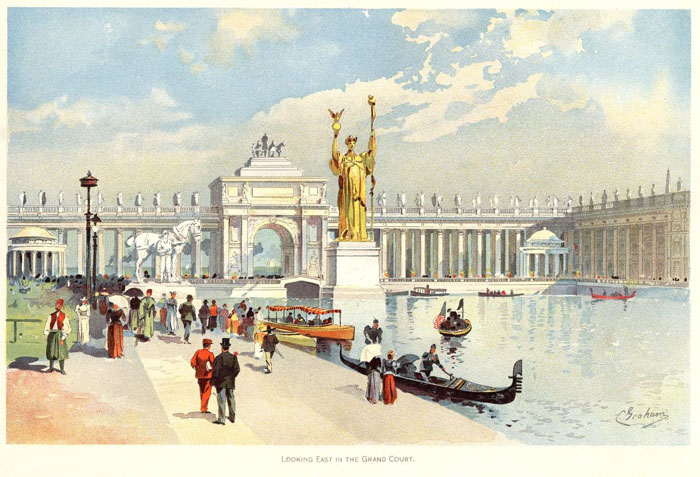
La Glorieta del Honor y el Gran Estanque.

La Exposición Mundial Colombina de Chicago fue inaugurada el 1 de mayo de 1893 por el presidente Grover Cleveland. Se colocó una tribuna con el presidente, los representantes de los distintos países y otras personalidades, entre las cuales estuvo también el XIV duque de Veragua, descendiente de Cristóbal Colón. La exposición tuvo lugar hasta el 30 de octubre de dicho año.
El recinto de la feria tenía 256 hectáreas. La mayor parte de la exposición se encontraba en el Parque Jackson. Acudieron 27 529 400 visitantes, cuando la población de Estados Unidos entonces era de 63 millones.
Participaron 51 países, de los cuales 46 tuvieron edificios propios. También estuvieron presentes 39 colonias.
La exposición incluyó reproducciones a tamaño real de las tres carabelas de Cristóbal Colón: la Niña, la Pinta y la Santa María. Fueron elementos muy populares.  Estados Unidos financió la construcción de la Niña y la Pinta en Barcelona y España financió la construcción de la Santa María en San Fernando. Estos barcos participaron en las celebraciones del IV Centenario del Descubrimiento de América en España. Luego se trasladaron a la Revista Naval de Nueva York de abril de 1893. Finalmente, fueron a Chicago.
El pabellón de España fue una reproducción en una escala de tres a cuatro del Salón de Contratación y de la torre de la Lonja de la Seda de Valencia. Este diseño fue propuesto por Enrique Dupuy de Lôme Paulín, delegado español de la muestra. Fue llevada a cabo por el arquitecto valenciano Rafael Guastavino. La réplica del edificio valenciano en la Exposición de Chicago, que fue realizada en un tiempo récord, costó 45.000 dólares del momento y, a tenor de lo expuesto por otros estudiosos, no causó el impacto que se había deseado. Al parecer generó extrañeza, entre otras causas porque el célebre edificio, joya incomparable del llamado gótico civil, desentonaba con ese lenguaje neoclásico del resto de las construcciones estipulado por los organizadores.
En el contexto de esta feria se organizaron diversas actividades de disciplinas heterogéneas. Una de ellas fue un Congreso Internacional de Arquitectura. Guastavino presentó una ponencia en aquel congreso titulada The Cohesive Construction: Its Past, Its Present, Its Future?. Su fama provocó que fuera elegido miembro del jurado en la sección de arquitectura de la exposición.
Eadweard Muybridge dio una serie de lecturas científicas sobre el movimiento de los animales en la Sala Zoopraxográfica, construida especialmente para ese propósito en la Avenida Central Plaisance. Él utilizó un zoopraxiscopio para mostrar imágenes en movimiento a un público de pago. La sala fue el primer cine comercial.
La calle del Cairo contó con la bailarina Fatima Djemile, conocida como Little Egypt. Ella introdujo en los Estados Unidos una versión de la danza del vientre conocida como hootchy-kootchy, con una melodía propia de los encantadores de serpientes que había sido improvisada por Sol Bloom para cuando sus bailarines no tuvieran una música que bailar.

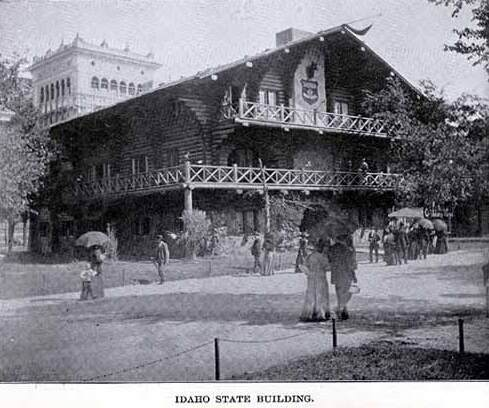
El Edificio de Idaho.

El Edificio de Idaho, del arquitecto Kirtland Cutter, una gran construcción rústica, fue muy popular, siendo visitado por unos 18 millones de personas.
Hubo un Edificio de la Antropología. Cerca se encontraban los Acantilados Dwellers, una estructura de roca y madera pintadas para recrear la Montaña Battle Rock de Colorado, y una recreación estilizada de las casas de los indios con cerámicas, armas y otros objetos históricos.

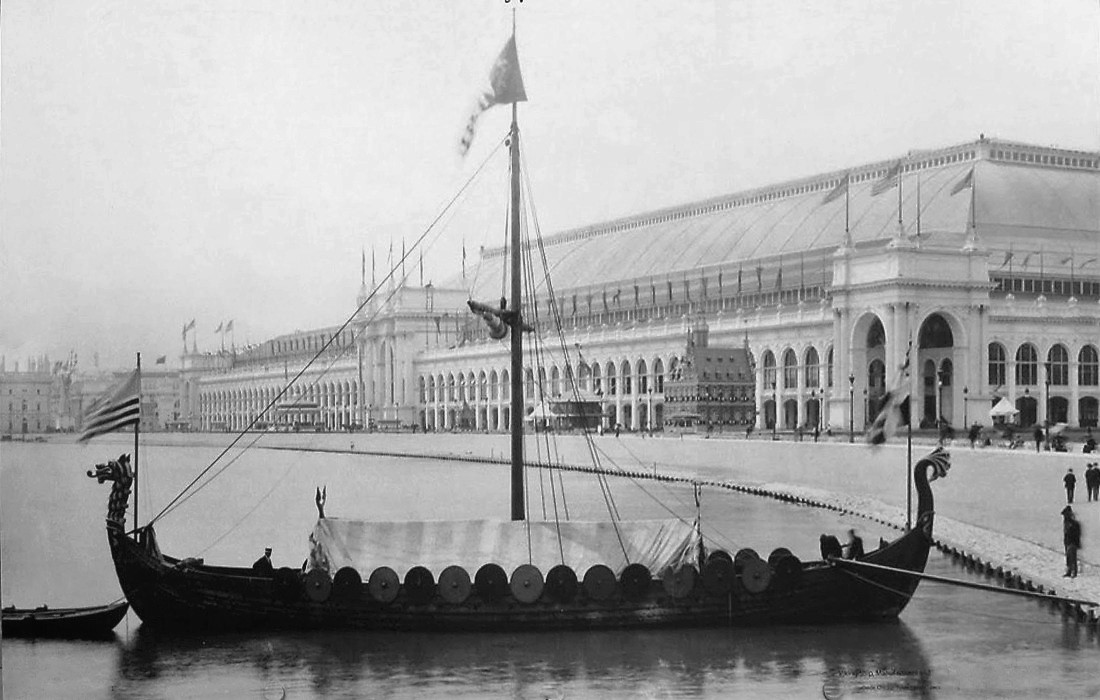
Réplica del barco vikingo de Gokstad.

Noruega participó enviando una réplica del barco vikingo de Gokstad. Fue construido en Noruega y cruzó el Atlántico con 12 personas y el capitán Magnus Andersen. En 1919 el barco fue trasladado al Parque Lincoln. En 1996 fue llevado al Parque Good Templar en Geneva, Illinois.
Estados Unidos tuvo varios pabellones. La destacada escritora feminista Kate McPhelim Cleary presentó una de sus obras en las celebraciones del Día de Nebraska, lo que incluyó una lectura de su poema Nebraska. Entre los pabellones de los Estados Unidos estaban los de Connecticut, Massachusetts, Nueva Jersey, Nueva York, Pensilvania, Arizona, Nuevo México, Oklahoma y Utah. Cada uno estaba destinado a ser arquitectónicamente representativo de las regiones correspondientes.
En Pabellón de Luisiana se le dio a cada uno de los visitantes una plántula de ciprés. Se pueden encontrar cipreses de aquel entonces en muchas zonas de Virginia Occidental.

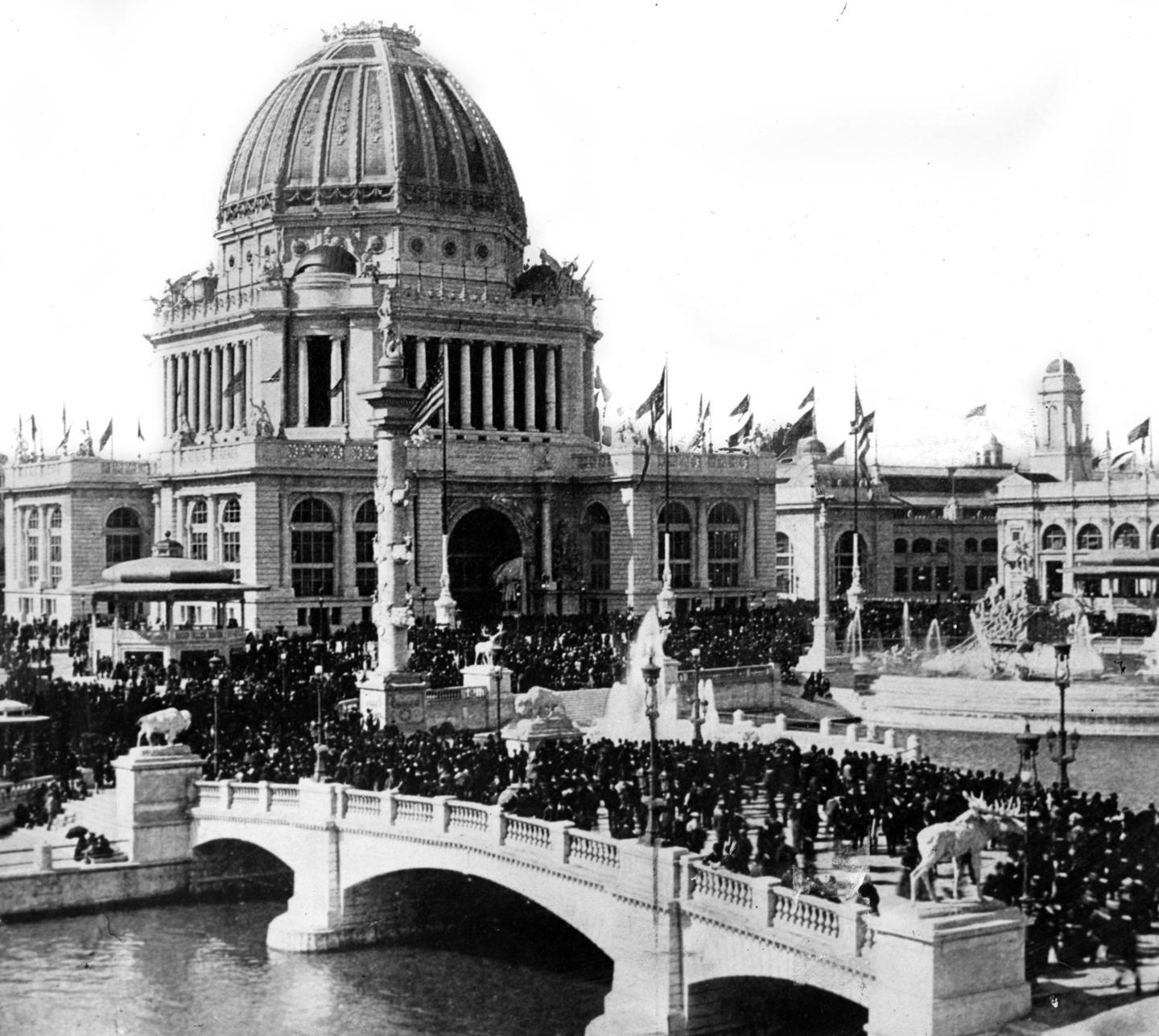
La "Ciudad Blanca"

El Parlamento de las Religiones del Mundo, que existió del 11 al 27 de septiembre de 1893, fue la primera reunión formal de representantes de las religiones occidentales y orientales. Según Eric J. Sharpe, Tomoko Masuzawa, y otros, el evento fue considerado radical en ese momento, ya que permitía a los no cristianos hablar en su propio nombre. No fue tomado en serio por los estudiosos europeos hasta la década de 1960.
La empresa alemana Krupp tuvo un pabellón de artillería que costó un millón de dólares, con una pieza de artillería costera con 42 cm de calibre, de 14 metros y un cañón de retrocarga de 14 metros y 122,4 toneladas. De acuerdo con la publicidad de la compañía se cargaba con un proyectil de unos mil kilos que, con 408 kilos de pólvora podía atravesar una placa de hierro forjado de 1 metro de espesor a 2 kilómetros. Fue apodado el Trueno. Tenía un alcance de 24 kilómetros. Las armas de esta compañía fueron alabadas por John McAllister Schofield. Esta arma fue precursora de los obuses Gran Berta usados en la Primera Guerra Mundial.
En las orillas del lago, los clientes que se dirigían al casino eran llevados en una gran barcaza, la primera de este tipo abierta al público, con el nombre de "El Gran Muelle, Acera Móvil", en la cual los pasajeros podían caminar o viajar sentados.
La "Ciudad Blanca" inspiró a las ciudades a enfocarse en el embellecimiento de los componentes urbanos que eran del gobierno municipal: arte municipal, edificios públicos, calles y otros espacios públicos. Los diseños del City Beautiful Movement (muy relacionados con el movimiento artístico municipal) son identificables por su arquitectura clásica, simetría de planos, vistas pintorescas, palos axiales y por su magnífica escala. Donde el movimiento de arte municipal se enfocó en embellecer las ciudades, también se hicieron mejoras a escala de distrito. La "Ciudad Blanca" de la Exposición Mundial Colombina inspiró al Club de Comerciantes (Merchants Club) de Chicago a escoger de comisionado a Daniel Burnham para el Plan de Chicago de 1909.
Se construyeron 14 edificios principales y unos 200 accesorios. En el centro de la exposición había una piscina reflectante gigante llamada el Gran Estanque (Grand Basin).  El lugar del Gran Estanque fue llamado Glorieta del Honor (Court of Honor). En un lado había una fuente con la estatua de una barcaza con remeros llamada Barcaza del Estado (Barge of the State) y en el otro una estatua alegórica de una mujer con un bastón llamada Estatua de la República, que no se ha conservado. En 1918 se construyó otra Estatua de la República en el Parque Jackson.
Entre estos edificios estaban:
- El Edificio de la Administración, diseñado por Richard Morris Hunt.[65]
- El Edificio de la Agricultura, diseñado por Charles McKim, de McKim, Mead & White.[66]
- El Edificio de Artesanía y Artes Liberales, diseñado por George B. Post. Fue la mayor estructura del mundo hasta aquel momento.[67]
- El Edificio de Minas y Minería, diseñado por Solon Spencer Beman.[68]
- El Edificio de la Electricidad, diseñado por Henry Van Brunt y Frank Maynard Howe.[69] En este edificio se expuso tecnología de Thomas Edison, Bursh, la empresa de Westinghouse y la Western Electric.[30] En la entrada había una estatua de Benjamin Franklin.[70]
- El Salón de la Maquinaria, diseñado por Robert Swain Peabody, de Peabody & Stearns.[71]
- El Edificio de la Mujer, diseñado por Sophia Hayden.[72]
- El Edificio del Transporte, diseñado por Dankmar Adler y Louis H. Sullivan.[73]
- El Edificio de las Pesquerías, diseñado por Henry Ives Cobb.[74]
- El Edificio de la Silvicultura, diseñado por Charles B. Atwood.[75]
- El Edificio de la Horticultura, diseñado por William Jenney.[76]
- El Edificio de la Antropología, diseñado por Charles B. Atwood.[77]

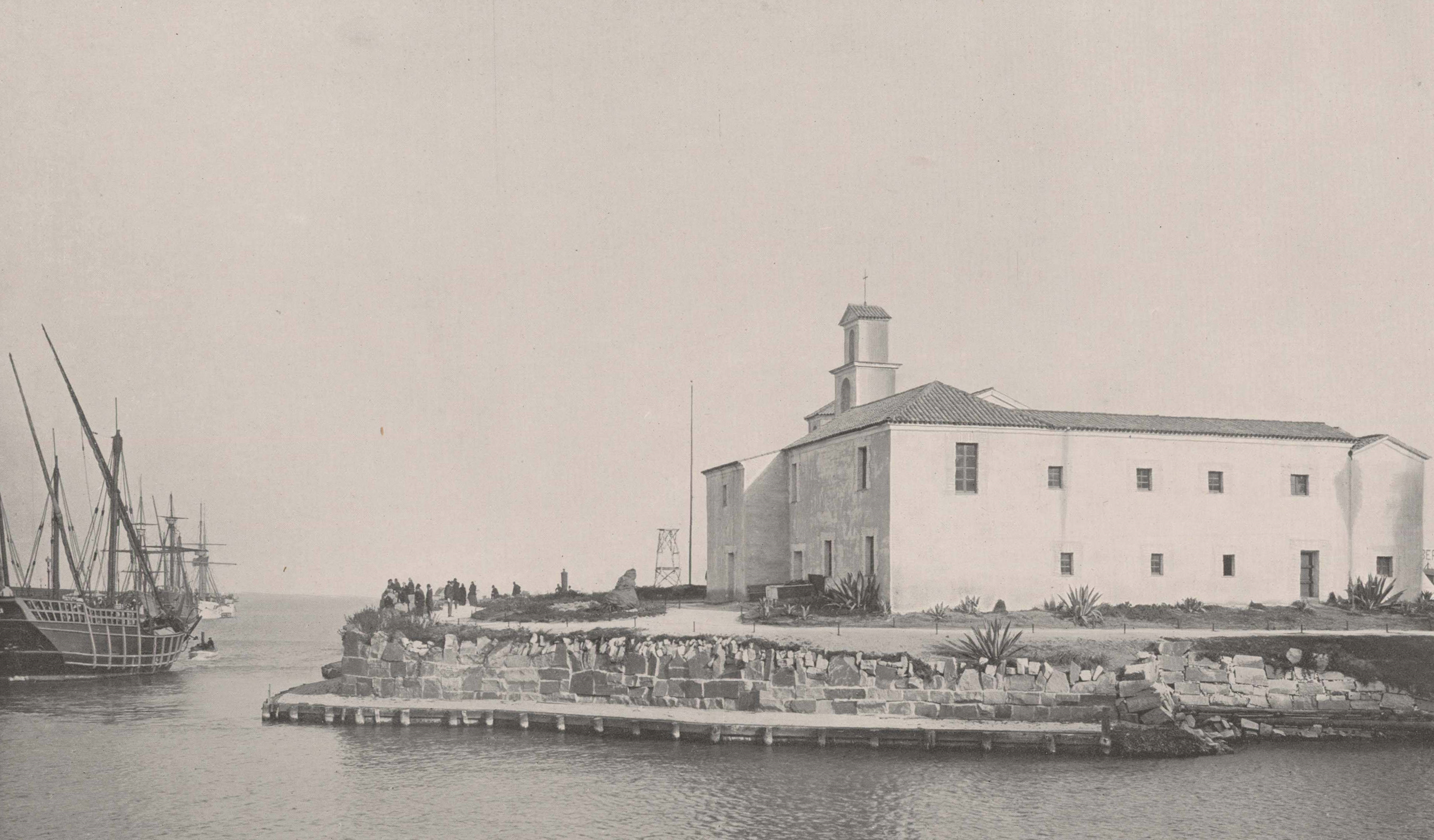
Réplica del Monasterio de La Rábida.

Se construyó una réplica del Monasterio de Santa María de la Rábida. La Casa de Alba cedió unos manuscritos de Cristóbal Colón que fueron expuestos en ese lugar. El pabellón, que ha experimentado varias ampliaciones, alberga en la actualidad el Hospital para Niños de La Rábida.
La mayoría de los edificios construidos para la exposición fueron temporales. De los más de 200 edificios construidos, solo se conservan dos en los mismos lugares: el Palacio de Bellas Artes y el Edificio Auxiliar del Congreso Mundial. Desde el fin de la exposición hasta 1920, el Palacio de Bellas Artes acogió el Museo Colombino Field, que fue trasladado a otro lugar y pasó a llamarse Museo Field de Historia Natural. En 1933, para la Exposición Un Siglo de Progreso, el antiguo Palacio de Bellas Artes fue totalmente reconstruido en materiales permanentes y reinaugurado como Museo de Ciencia e Industria. El Edificio Auxiliar del Congreso Mundial actualmente es el Instituto de Arte de Chicago.
También se han conservado otros tres edificios significativos. El primero es el Edificio de Noruega, una recreación de una iglesia de madera tradicional. Después de la exposición fue trasladada a Lake Geneva y, en 1935, fue trasladada a un museo llamado Pequeña Noruega en Blue Mounds, Wisconsin. En 2015 fue desmontado y enviado de vuelta a Noruega, donde fue restaurado y reconstruido. 
El segundo es el Edificio del Estado de Maine, diseñado por Charles Sumner Frost, que fue comprado por la familia Ricker de Poland Spring, Poland, Maine. Ellos trasladaron el edificio a su casa de veraneo para usarlo como biblioteca y galería de arte. En la actualidad es propiedad de la Sociedad de Preservación de Poland Spring y fue inscrito en el Registro Nacional de Lugares Históricos en 1974. El tercero es la Casa de Alemania, que fue trasladada a Brookline, Massachusetts.
El Edificio del Transporte fue un edificio policromado y proto-moderno. Su arquitecto, Louis Sullivan, pensaba que el estilo neoclásico del evento había atrasado la arquitectura americana medio siglo o más.
El altar mayor de la Parroquia de Saint John Cantius de Chicago fue construido en 1893 para la exposición.
El Edificio de Idaho fue una construcción rústica diseñada por Kirtland Cutter. Fue el favorito del público. Fue visitado por unos 18 millones de personas. El diseño exterior e interior le hizo el principal precursor del movimiento arquitectónico Arts and Crafts.
También se destacó el Edificio de la Mujer, llevado a cabo por un comité de mujeres relevantes de la ciudad dirigido por Bertha Palmer. Para su realización se convocó a un concurso donde participaron las arquitectas del momento. El primer puesto fue obtenido por Sophia Hayden Bennett, el segundo por Lois Howe y el tercero por Laura Hayes.
El 28 de octubre el alcalde de Chicago, Carter Harrison, fue asesinado por un mensajero de la oficina disgustado, Eugene Patrick Prendergast. Al funeral acudieron miles de ciudadanos y algunos alcaldes de otras ciudades.
La ceremonia de clausura de la exposición del 30 de octubre fue cancelada en memoria del alcalde. Aquel día fueron a la exposición 200 000 visitantes.

## Visitantes ilustres
La exposición fue inaugurada por el presidente Grover Cleveland. En la ceremonia de inauguración estuvo el XIV duque de Veragua, descendiente de Cristóbal Colón.
A principios de junio acudieron, en representación de la Casa Real Española, la infanta Eulalia y su esposo Antonio.
La escritora Helen Keller, junto con su profesora Anne Sullivan y el doctor Alexander Graham Bell, visitaron la exposición en el verano de 1893. Keller describió la exposición en su autobiografía La historia de mi vida. A principios de julio, Katharine Lee Bates, entonces profesora de inglés del Wellesley College, visitó la feria. La "Ciudad Blanca" inspiró posteriormente la referencia a las "ciudades de alabastro" en su poema América la Bella.
La exposición fue narrada de forma extensa por el reportero y artista William D. Boyce. También hay una extensa descripción de la exposición de la viajera persa Mirza Mohammad Ali Mo'in ol-Saltaneh, que partió de Persia el 20 de abril de 1892, especialmente para visitar la Exposición Mundial Colombina. Pierre de Coubertin visitó la exposición con Paul Bourget y Samuel Jean de Pozzi. Pierre de Coubertin le dedicó el primer capítulo de su libro Souvenirs d'Amérique et de Grèce (1897) a esta visita. Swami Vivekananda visitó la exposición para acudir al Parlamento de las Religiones Mundiales, donde dio su famoso discurso ¡Hermanas y hermanos de América!.
Kubota Beisen, delegado oficial de Japón, hizo una serie de dibujos de la exposición, que fueron editados en cuatro volúmenes entre 1893 y 1894.
Otros visitantes ilustres fueron Thomas Edison, Susan B. Anthony, Jane Addams, Scott Joplin, Eadweard Muybridge, Paul Laurence Dunbar, Frederick Douglass (delegado de Haití), Henry Blake Fuller, J. P. Morgan, Henry Adams, Andrew Carnegie, William Dean Howells, Frances Hodgson Burnett, Hamlin Garland y Swami Vivekananda.
El 3 de abril de 1893, un mes antes de la inauguración de la exposición, comenzó en Chicago el espectáculo del Salvaje Oeste de Buffalo Bill. En él, además del propio Buffalo Bill, estaban Annie Oakley, 100 exsoldados de caballería, 46 vaqueros, 97 indios cheyenes y sioux, 53 cosacos y húsares, y varias manadas de animales, incluidos caballos, búfalos y alces. El espectáculo permaneció en la ciudad hasta un día después de terminada la muestra.

## Parque de atracciones

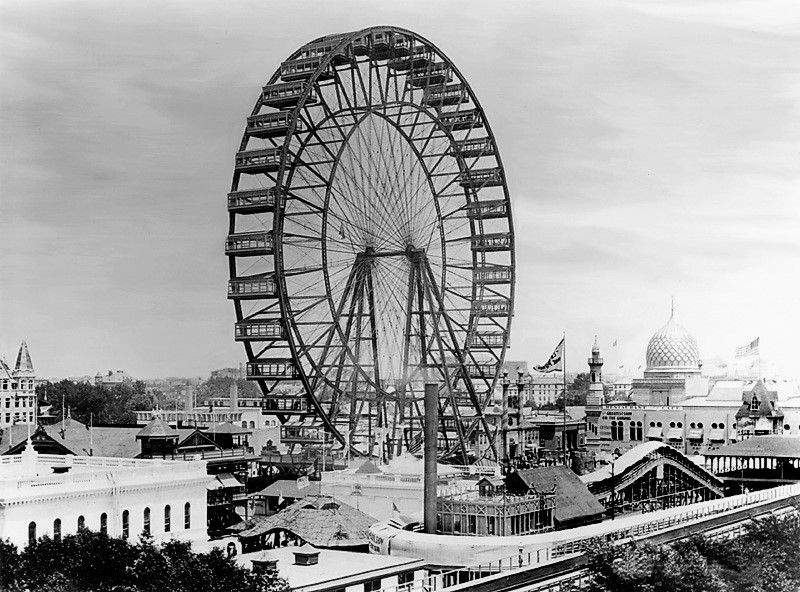
La noria.

Fue la primera exposición mundial con un parque de atracciones, que estaba separado de los espacios de muestras. Esta área, desarrollada por un joven productor musical, Sol Bloom, se encontraba en la Avenida Central Plaisance.
Entre las atracciones estaba la noria, construida por George Washington Gale Ferris Jr. Esta noria tenía 80 m de altura y 36 vagones. Tenía una capacidad total de 2 160 personas. Por esta, la noria fue conocida en Hispanoamérica como "rueda de Chicago".